# 迪爾伯恩縣 (印地安納州)
迪爾伯恩县（英語：Dearborn County）是位於美國印第安納州東南部的一個縣，東為俄亥俄州，東南為肯塔基州。面積795平方公里。根據美國2000年人口普查，共有人口40,285人。縣治勞倫斯堡（Lawrenceburg）。
成立於1803年3月7日。縣名紀念美國獨立戰爭時期將領、代表麻薩諸塞州的聯邦眾議員、戰爭部長亨利·迪爾伯恩。

## 外部連結
- Home / Dearborn County, Indiana （页面存档备份，存于），官方網站。（英文）